# Västmanlands runinskrifter Fv1988;36
Västmanlands runinskrifter Fv1988;36, Vs Fv1988;36, är en vikingatida runsten av granit i Jädra, Hubbo socken och Västerås kommun. Stenen hittades så sent som 1986 i samband med stenröjning av en åker och var fram till dess helt okänd. Runstenen är 2,27 meter hög, 0,9 meter bred och 0,33 meter tjock. Ristningsytan är jämn men vittring och den grunda huggningen gör ristningen svårläst på den högra sidan. Runhöjden är 10-12 centimeter utom i början och i slutet då runorna är 5-6 centimeter.

## Inskriften
Translitterering av runraden:
taf : lit : risa : estn : þina : hitiʀ : kri(m)ut ÷ uas : farin : sun : (u)iþfast-- : aust:arla ulfr : auk : uibiurn : -... kitilas : krþi : b-...(u) · (o) : s---
Normalisering till runsvenska:
Taf(?) let ræisa stæin þenna æftiʀ Grimmund. Vaʀ farinn, sunn Viðfast[aʀ], austarla. Ulfʀ ok Vibiorn ... Kætilas(?)/Kætilhôss(?) gærðu b[ryggi]u a ...
Översättning till nusvenska:
taf lät resa denna sten efter krimut. Han var faren — Vidfasts son — österut, ulfr och Vibiorn ... kitilas gjorde bro ...